# Nomada insularis
Nomada insularis är en biart som beskrevs av Smith 1864. Nomada insularis ingår i släktet gökbin, och familjen långtungebin. Inga underarter finns listade i Catalogue of Life.